# Конкурсы искусств на летних Олимпийских играх 1932
| Конкурсы искусств на X летних Олимпийских играх 1932 год, Лос-Анджелес, США | Конкурсы искусств на X летних Олимпийских играх 1932 год, Лос-Анджелес, США |
| Olympische Ringe                                                            | Olympische Ringe                                                            |
| Информация                                                                  | Информация                                                                  |
| --------------------------------------------------------------------------- | --------------------------------------------------------------------------- |
| Участники:                                                                  | 587 участников (511 мужского пола и 76 женского) из 36 стран                |
| Время проведения:                                                           | 30 июля — 14 августа                                                        |
| Медали:                                                                     | 23 медали: 8 золотых, 9 серебряных, 6 бронзовых                             |
|                                                                             | Берлин 1936 →                                                               |

Конкурсы искусств на летних Олимпийских играх 1932 года, проводившиеся в разгар Великой депрессии, оказались более массовыми, чем предыдущие.
На фоне уменьшения почти вдвое числа спортсменов X Олимпиады 1932 года по сравнению с IX Олимпиадой 1928 года, художественные соревнования в Лос-Анджелесе привлекли гораздо больше участников, чем четыре года назад на конкурсах в Амстердаме.
Подготовку к проведению художественных конкурсов, которая началась за три года до Игр, возглавлял председатель оргкомитета, член МОК генерал Чарльз Х. Шеррилл, американский дипломат и спортивный деятель. Оргкомитет заранее обеспечил всех претендентов брошюрами с актуальной конкурсной программой, где были указаны все предлагаемые номинации, места проведения художественных выставок и другие важные детали программы Игр.

## Общая характеристика
В программу X летних Олимпийских игр входили художественные соревнования по архитектуре, литературе, музыке, живописи и графике, скульптуре. С учётом членений внутри некоторых категорий было выделено 9 номинаций для конкурсантов. В жюри конкурсов входили видные профессионалы в разных видах искусства.

"
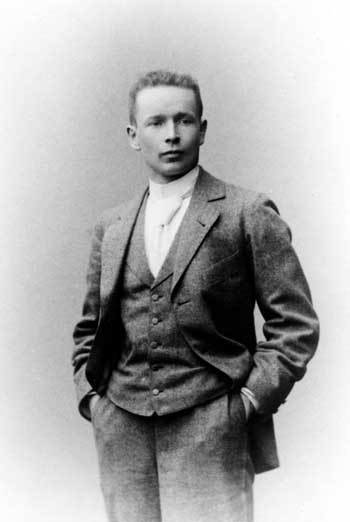
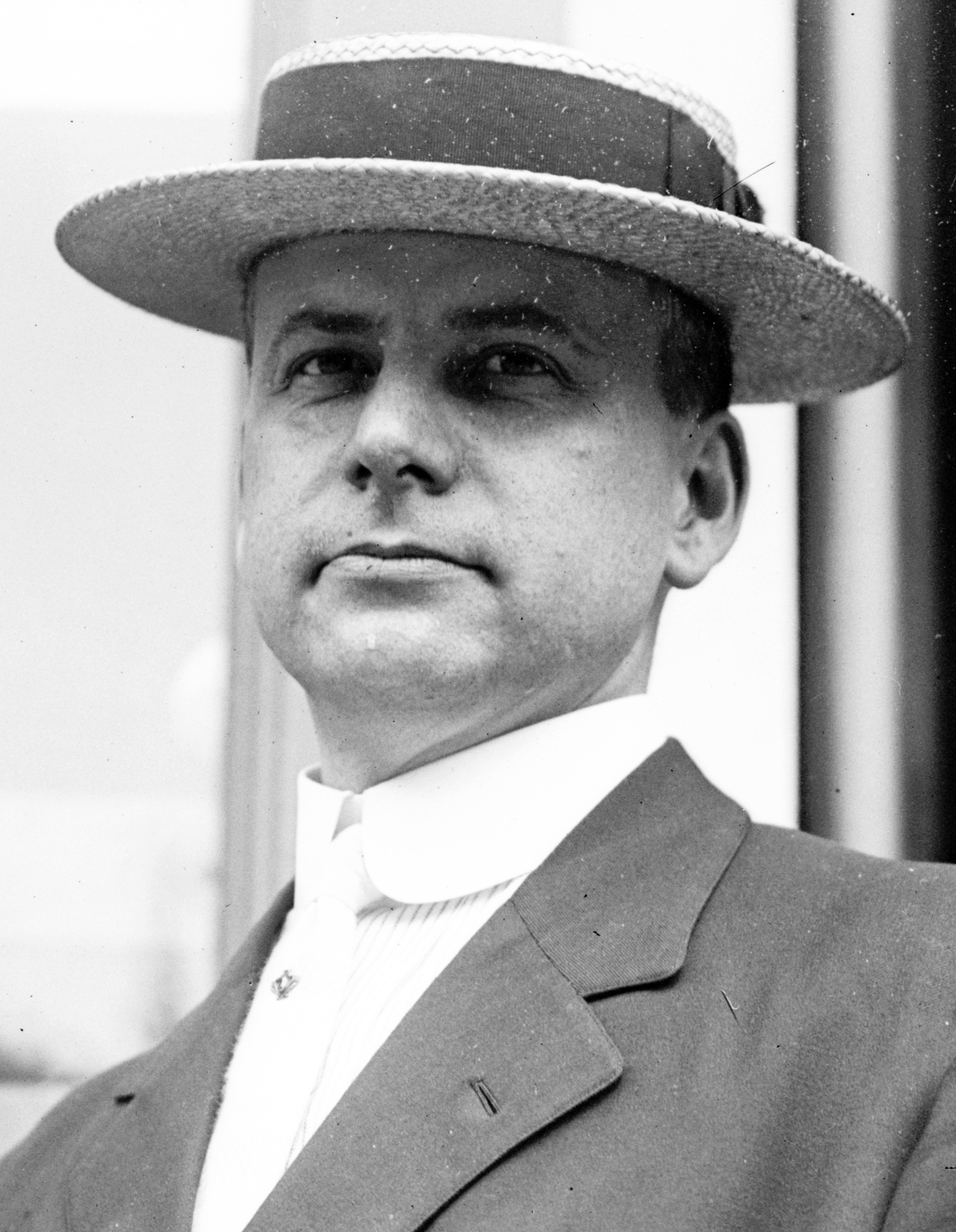
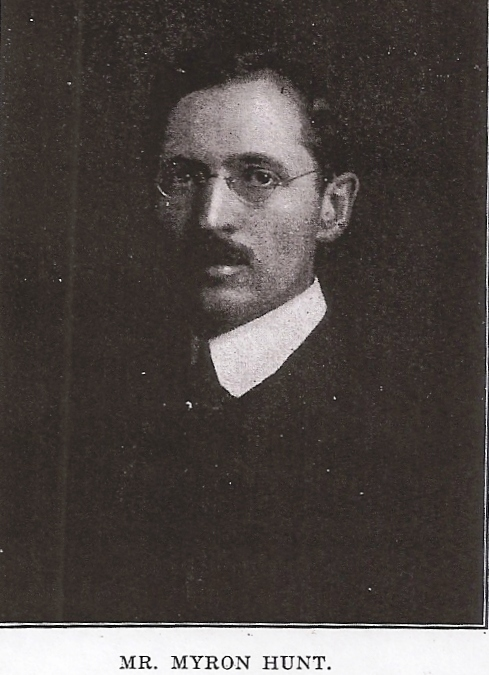

- </span

- </span

"
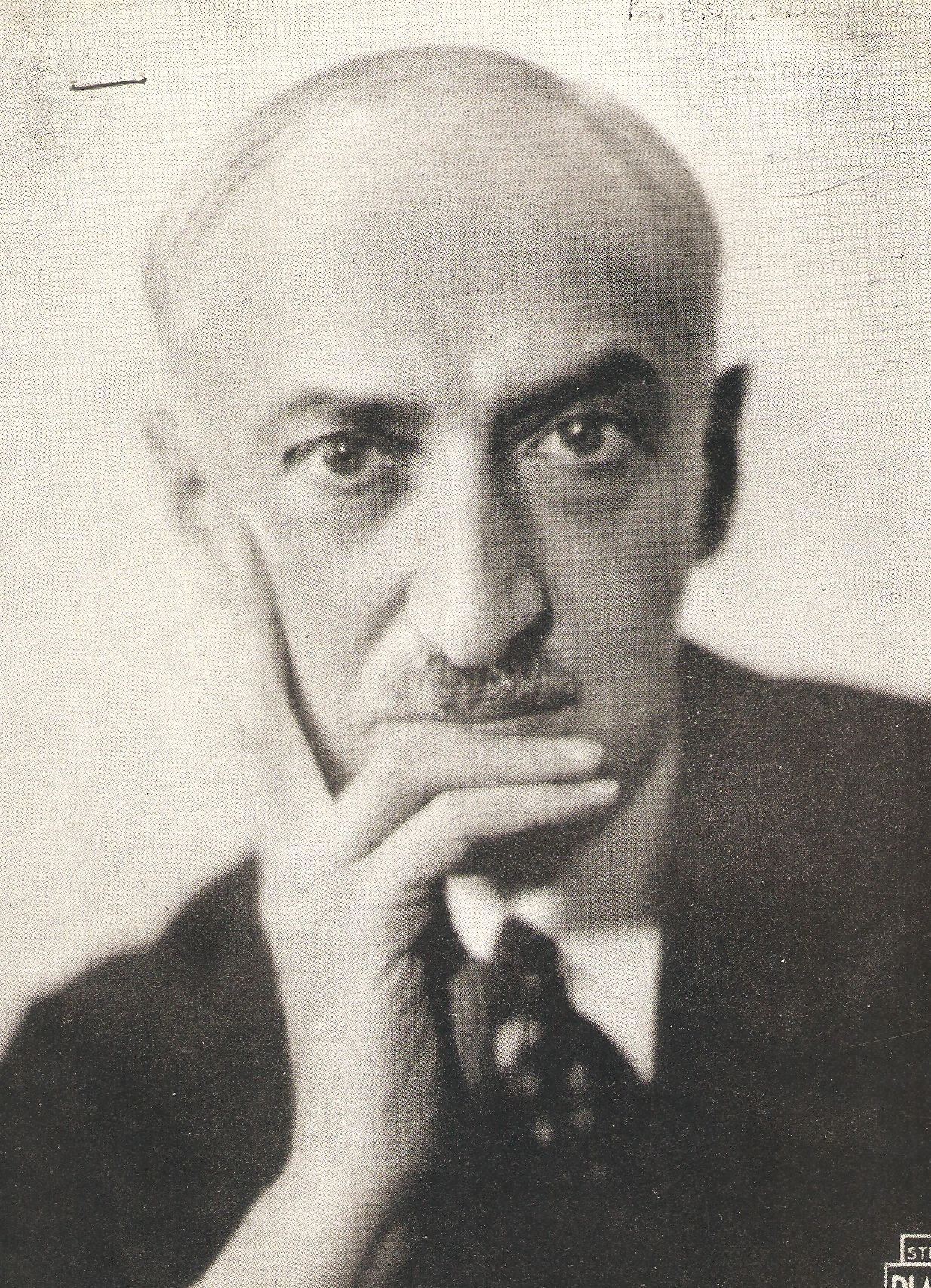
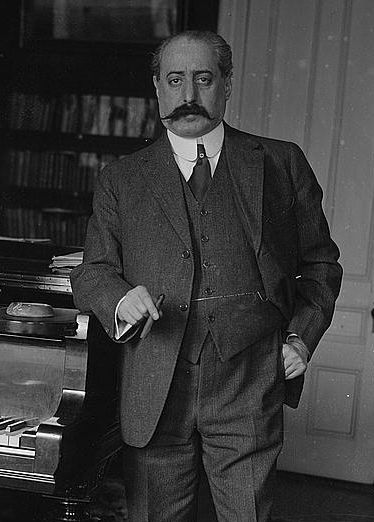
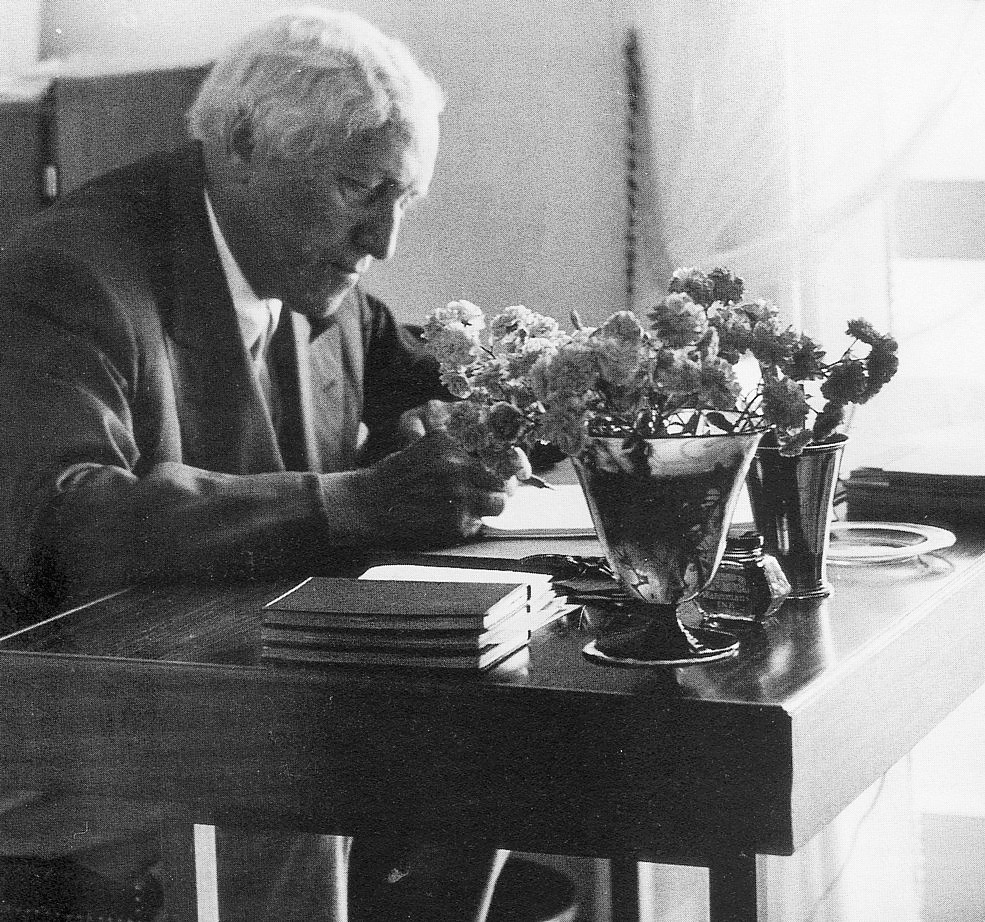

На выставке в Музее истории, науки и искусства (поблизости от места проведения спортивных  соревнований), были представлены 1100 экспонатов художников из разных стран, среди которых: Австрия, Аргентина, Бельгия, Болгария, Великобритания, Венгрия, Венесуэла, Гватемала, Германия, Голландия,  Дания,  Ирландия, Испания, Италия, Канада, Латвия, Люксембург, Мексика, Норвегия, Перу, Польша, Румыния, Сальвадор, США, Турция, Уругвай,   Франция, Чехословакия, Швейцария, Швеция, Япония.

## Архитектура
Из 14 стран мира в двух номинациях участвовали 45 претендентов, которые представили 56 экспонатов. Проектируемыми объектами могли быть спортплощадки, стадионы, здания спортклубов и так далее. Для презентации своих проектов у архитекторов был широкий выбор средств — рисунки, акварели, перспективные чертежи, эскизы, фотографии.
Работы в обеих номинациях оценивало единое жюри, куда входили известные в США архитекторы: Артур Браун младший, Мирон Хант и Фредерик Мейер из Калифорнии; Уоррен Пауэрс Лэрд из Миннесоты и финн Элиэль Сааринен из Мичигана.

### Градостроительные проекты
В номинации участвовали десять претендентов: один из Великобритании, один из Дании, двое из Бельгии, трое из США, один из Чехии, один из Германии, один из Швеции. Возраст конкурсантов — от 24 до 60 лет.
| Место | Страна         | Участник       | Произведение                                                          |
| ----- | -------------- | -------------- | --------------------------------------------------------------------- |
| 1     | Великобритания | Джон Хьюз      | «План стадиона со спортивно-оздоровительным комплексом для Ливерпуля» |
| 2     | Дания          | Йенс Клеменсен | «План стадиона и городского парка»                                    |
| 3     | Бельгия        | Андре Вербеке  | «План марафон-парка»                                                  |

### Архитектурные проекты
В номинации участвовали пять претендентов: трое из Франции, один из США, один из Германии. Возраст конкурсантов — от 43 до 58 лет.
| Место | Страна   | Участник                            | Произведение                           |
| ----- | -------- | ----------------------------------- | -------------------------------------- |
| 1     | Франция  | Густав Сааке Пьер Монтено Пьер Байи | «Арена для боя быков»                  |
| 2     | США      | Джон Рассел Поуп                    | «Гимназия Пейн Уитни»                  |
| 3     | Германия | Ричард Конвярж                      | «Силезская спортивная арена в Бреслау» |

## Музыка
На конкурс можно было выдвигать композиции: для сольного и хорового пения, для инструментальной музыки, для музыкальных спектаклей (не длиннее одного часа). В состав жюри входили: Рубин Голдмарк, Зыгмунт Стоёвский, Эрнест Шеллинг, Карл Энгель, Антанас Юргелионис. В конкурсе участвовали тридцать девять претендентов: двадцать один из США, трое с Кубы, трое из Германии, двое из Польши, один из Чехословакии, один из Латвии, один из Нидерландов, один из Дании, один из Норвегии, один из Франции, один из Швейцарии,  один из Монако, один из Колумбии, один с Гаити. Возраст конкурсантов — от 17 до 68 лет.
| Место | Страна | Участник      | Произведение    |
| ----- | ------ | ------------- | --------------- |
| 1     |        | не присуждали |                 |
| 2     | Чехия  | Йозеф Сук     | «В новую жизнь» |
| 3     |        | не присуждали |                 |

## Живопись и графика
В этой категории сохранилось разделение на три номинации, как в 1928 году. Картины надо было создавать маслом на холсте или картоне; рисунки и акварели — на бумаге или ткани; печатная графика могла быть в виде гравюр, литографий, плакатов. Работы в трёх номинациях оценивало единое жюри, куда входили Давид Альфаро Сикейрос, Бенджамин Чемберс Браун, Юджин  Фрэнсис Саведж и др..

### Живопись
В номинации участвовали семь претендентов:  один из Швеции, двое из США, двое из Польши, один из Гватемалы, один из Великобритании. Возраст конкурсантов — от 27 до 58 лет.
| Место | Страна | Участник      | Произведение      |
| ----- | ------ | ------------- | ----------------- |
| 1     | Швеция | Дэвид Валлин  | «На пляже Арилда» |
| 2     | США    | Рут Миллер    | «Борьба»          |
| 3     |        | не присуждали |                   |

### Рисунки и акварели
В номинации участвовали семь претендентов:  трое из США, один из Нидерландов, один из Бельгии, один из Швеции, один из Люксембурга. Возраст конкурсантов — от 20 до 66 лет.
| Место | Страна     | Участник           | Произведение     |
| ----- | ---------- | ------------------ | ---------------- |
| 1     | США        | Ли Блэр            | «Родео»          |
| 2     | США        | Перси Кросби       | «Перочинный нож» |
| 3     | Нидерланды | Герхард Вестерманн | «Наездник»       |

### Печатная графика
В номинации участвовали семь претендентов:  трое из США, одна участница из Польши, один из Германии, один из Японии, один из Великобритании. Возраст конкурсантов — от 30 до 45 лет.
| Место | Страна   | Участник        | Произведение        |
| ----- | -------- | --------------- | ------------------- |
| 1     | США      | Йозеф Голинкин  | «Ножницы для ног»   |
| 2     | Польша   | Янина Конарская | «Стадион»           |
| 3     | Германия | Йоахим Карш     | «Передача эстафеты» |

## Скульптура
В этой категории также сохранилось разделение на номинации по примеру предыдущих Игр. Конкурс оценивало жюри, куда входили Карл Миллес, Хейг Патиген и др..

### Круглая скульптура
В номинации участвовали десять претендентов: трое из США, один из Венгрии, один из Чехословакии, один из Польши, один из Швеции, один из Италии, один из Дании, один из Германии. Возраст конкурсантов — от 25 до 54 лет.
| Место | Страна       | Участник         | Произведение |
| ----- | ------------ | ---------------- | ------------ |
| 1     | США          | Махори Янг       | «Нокдаун»    |
| 2     | Венгрия      | Мильтиадеш Манно | «Борьба»     |
| 3     | Чехословакия | Якуб Обровски    | «Одиссей»    |

### Рельефы и медали
В номинации участвовали трое претендентов из Польши, США и Канады, завоевавшие медали. Возраст конкурсантов соответственно: 37 , 68, 65 лет. 
| Место | Страна | Участник                  | Произведение        |
| ----- | ------ | ------------------------- | ------------------- |
| 1     | Польша | Йозеф Клуковски           | «Спортивный рельеф» |
| 2     | США    | Фридерик Уильям Макмоннис | «Линдберг-медаль»   |
| 3     | Канада | Роберт Тейт-Маккензи      | «Эмблема атлета»    |

## Галерея

"
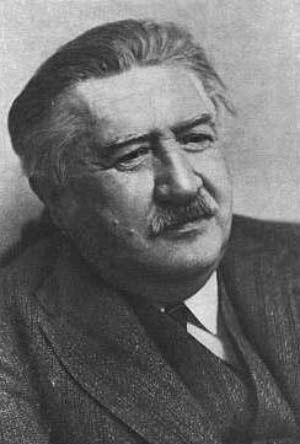
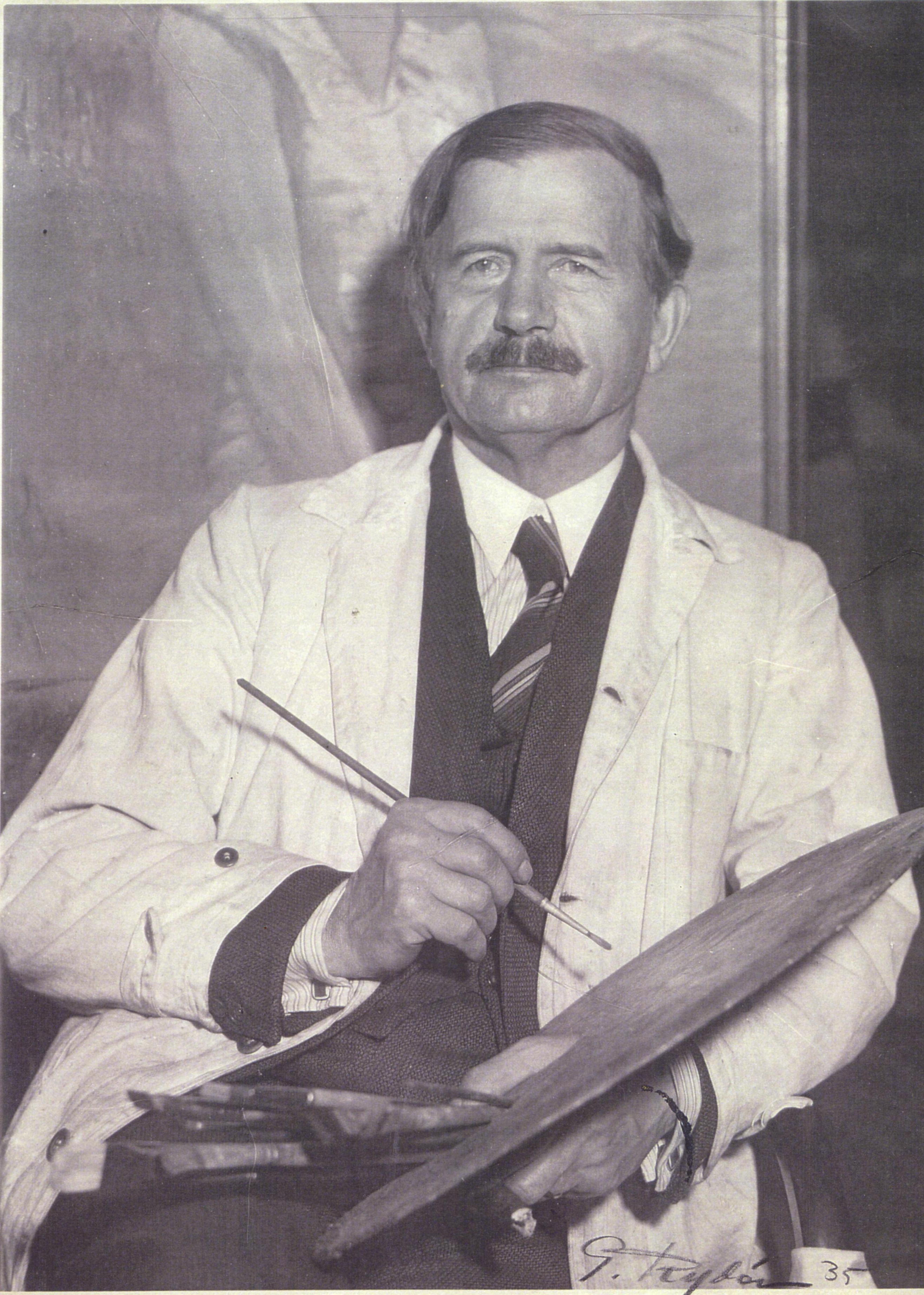
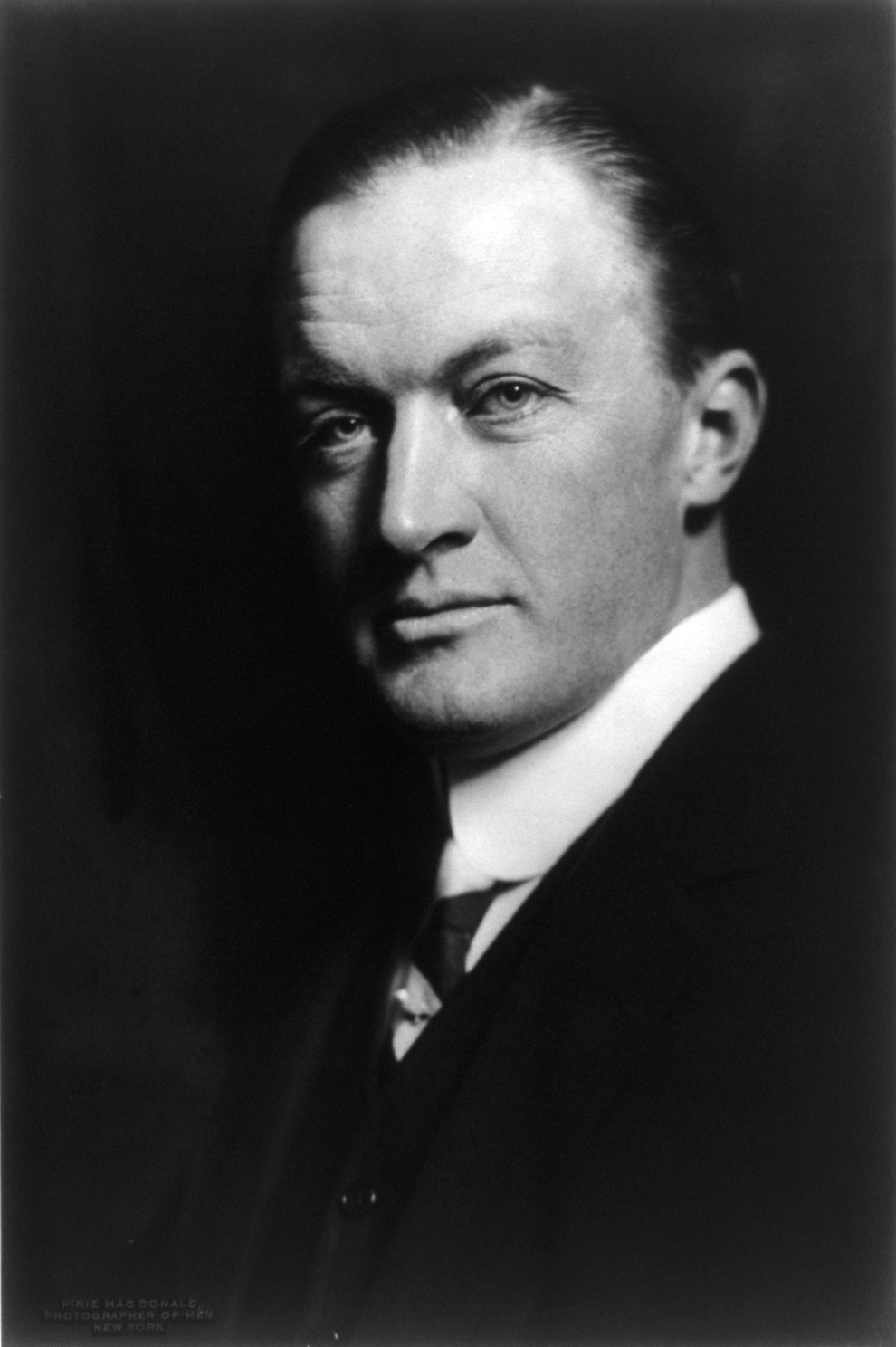

"
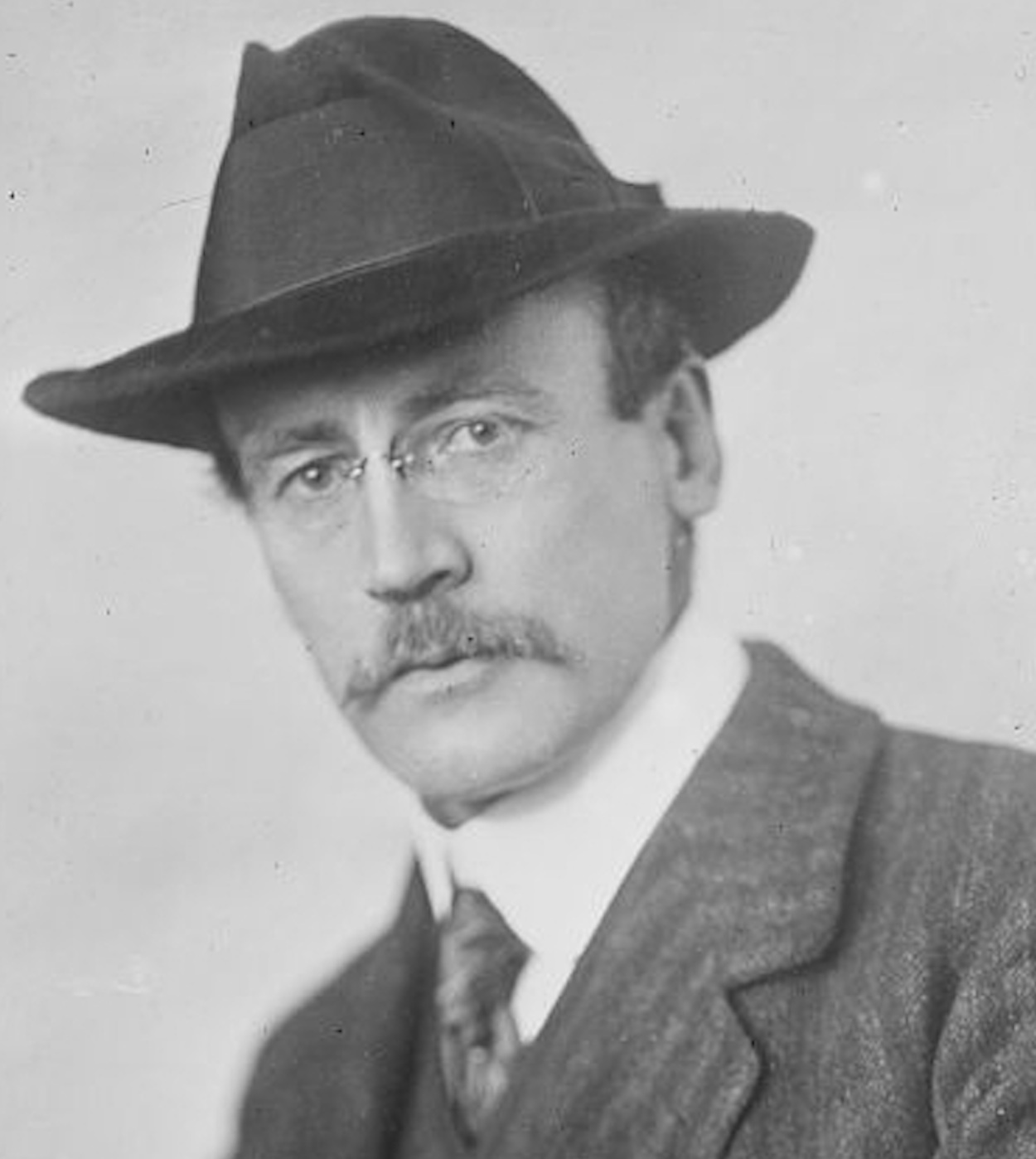
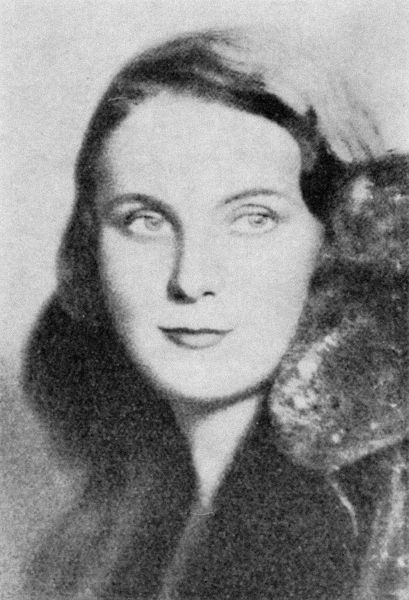
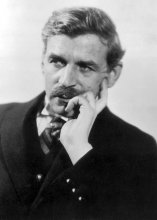

- </span

- </span

- </span

"
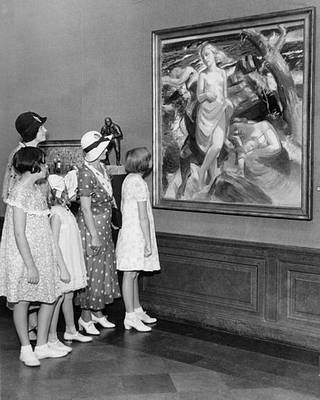
Дэвид Валлин. «На пляже Арилда»
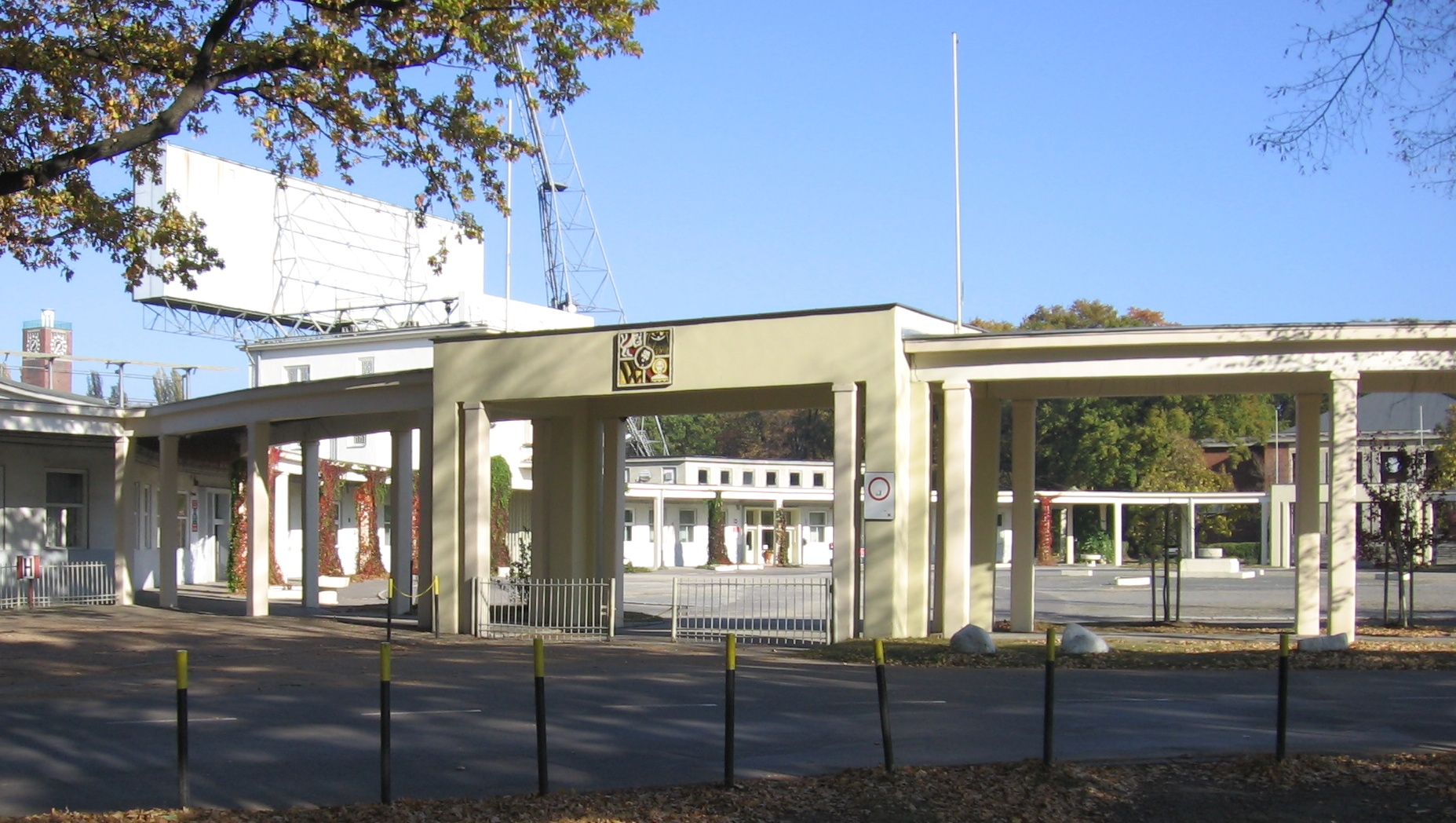
Архитектурный проект Ричарда Конвяржа. Спортивная арена в Бреслау

## Медальный зачёт
| Место | Страна         | Золото | Серебро | Бронза | Всего |
| ----- | -------------- | ------ | ------- | ------ | ----- |
| 1     | США            | 3      | 4       | 0      | 7     |
| 2     | Польша         | 1      | 1       | 0      | 2     |
| 3     | Германия       | 1      | 0       | 2      | 3     |
| 4     | Франция        | 1      | 0       | 0      | 1     |
| 4     | Великобритания | 1      | 0       | 0      | 1     |
| 4     | Швеция         | 1      | 0       | 0      | 1     |
| 5     | Дания          | 0      | 2       | 0      | 2     |
| 6     | Чехословакия   | 0      | 1       | 1      | 2     |
| 7     | Венгрия        | 0      | 1       | 0      | 1     |
| 8     | Бельгия        | 0      | 0       | 1      | 1     |
| 8     | Канада         | 0      | 0       | 1      | 1     |
| 8     | Нидерланды     | 0      | 0       | 1      | 1     |

## Особая награда
Представители Германии братья  Франц и Тони Шмид получили почётную награду — Олимпийский приз за альпинизм за первое восхождение по северной стене на вершину Маттерхорна, которое они совершили 31 июля — 1 августа 1931 года. Вручить эту почётную награду предложил член МОК и президент НОК Германии Теодор Левальд, его активно поддержал итальянский представитель МОК Альберто Бонакосса. Однако получать золотые медали для альпинистов пришлось на церемонии закрытия Игр самому Теодору Левальду, поскольку 16 мая 1932 года в горах Австрии погиб Тони, младший из братьев Шмид.